# Кобек
Кобе́к (каз. Көбек) — село у складі Жетисайського району Туркестанської області Казахстану. Входить до складу Кизилкумський сільського округу.
Населення — 169 осіб (2021; 156 у 2009, 152 у 1999, 156 у 1989).